# Ботјани
Ботјани (слч. Boťany) насељено је мјесто са административним статусом сеоске општине (слч. obec) у округу Требишов, у Кошичком крају, Словачка Република.

## Становништво
| Година:    | 1994. | 2004.    | 2014.   | 2024.   |
| ---------- | ----- | -------- | ------- | ------- |
| Број људи: | 1082  | 1245     | 1249    | 1219    |
| Разлика:   |       | +15,06 % | +0,32 % | -2,40 % |

| Година:    | 2023. | 2024.   |
| ---------- | ----- | ------- |
| Број људи: | 1211  | 1219    |
| Разлика:   |       | +0,66 % |

Према подацима о броју становника из 2011. године насеље је имало 1.263 становника.